# Thinkadelic
Thinkadelic – polski zespół hip-hopowy założony w Łodzi w 1995 roku. Osoby tworzące zespół to Bartek "Czizz/CeZet" Serafiński, Paweł "Spinache/3Oko" Grabowski i Paweł "Senior" Serafiński.

## Życiorys
Bartek "Czizz" Serafiński i Paweł "Spinache" Grabowski poznali się w okresie szkolnym. W 1995 roku młodzi raperzy założyli zespół Thinkadelic. Do współpracy zaprosili ojca Serafińskiego znanego jako Senior.
W 1996 roku ukazały się pierwsze nagrania zespołu na wydawnictwie pt. Thinkadelic.
W 1998 roku muzycy podpisali kontrakt z wytwórnią muzyczną Beat Records nakładem której ukazał się album Lek. Muzyka zespołu oparta na jazzowych podkładach. Gościnnie w nagraniach wzięli udział ponadto członkowie grupy Kaliber 44 oraz wokalistki Krystyna Prońko i Reni Jusis. Nagrania uzyskały nominację do nagrody polskiego przemysłu fonograficznego Fryderyka w kategorii Album roku - rap & hip-hop. W 2000 roku nakładem Pomaton EMI ukazał się kolejny album Obiecana ziemia. Gościnnie w nagraniach wzięli udział m.in.: Karolina Ciemniewska, Raqba, Enter, Mizone, O.S.T.R. i Red. Płyta przyniosła zespołowi kolejną nominację do Fryderyka.
W latach późniejszych działalność projektu została zarzucona. Bartek "Czizz" Serafiński nagrał wraz z grupą Obóz TA album pt. Obó2 TA (2004). Z kolei Paweł "Spinache" Grabowski nagrał wydany w 2003 roku album solowy zatytułowany Za wcześnie (2003).
Od 2007 roku brak jest doniesień o działalności zespołu.

## Dyskografia
Albumy
| Tytuł           | Dane dot. albumu                                     | Sprzedaż       |
| --------------- | ---------------------------------------------------- | -------------- |
| Thinkadelic     | - Data: 1996 - Wydawca: brak (nielegal)              |                |
| Lek             | - Data: 9 listopada 1998 - Wydawca: B.E.A.T. Records | - POL: 3 tys.+ |
| Obiecana ziemia | - Data: 16 września 2000 - Wydawca: EMI Music Poland |                |

Single
| "2 Łódzkich MC"              | 1997 | –  | –  | – | —               |
| "Jesteś lekiem na całe zło"  | 1997 | 23 | –  | 2 | Lek             |
| "Wyżej i wyżej"              | 1998 | 31 | –  | — | Lek             |
| "Zdobycz"                    | 1999 | 31 | 49 | — | Lek             |
| "Ramię w ramię/Zarobię"      | 2000 | –  | –  | – | —               |
| "Pokaż się"                  | 2000 | –  | –  | – | Obiecana ziemia |
| "—" singel nie był notowany. |      |    |    |   |                 |

Inne notowane utwory
| Tytuł                     | Rok  | Pozycja na liście | Album |
| Tytuł                     | Rok  | SLiP              | Album |
| ------------------------- | ---- | ----------------- | ----- |
| "To nie jest takie łatwe" | 1997 | 36                | Lek   |

Kompilacje różnych wykonawców
| Album         | Rok  | Utwór | Źródło |
| ------------- | ---- | --- | ------ |
| Hip Hop Trip  | 1997 | Thinkadelic - "Na umysł i na ciało" Thinkadelic - "Zdobycz" Thinkadelic - "Mały króliczek (w twojej głowie)" | [ 20 ] |
| Hip-Hopla     | 1997 | Thinkadelic - "Mały króliczek"                                                                               | [ 21 ] |
| Klan CD#01    | 1997 | Thinkadelic - "To nie jest takie łatwe"                                                                      | [ 22 ] |
| Klan CD#02    | 1997 | Thinkadelic - "Mało kto" Thinkadelic - "Czy pamiętasz?"                                                      | [ 23 ] |
| Wspólna scena | 1997 | Thinkadelic, P'Am - "Twoja twarz" Thinkadelic - "Na umysł i na ciało"                                        | [ 24 ] |

## Teledyski
| Utwór                       | Rok  | Album           | Źródło |
| --------------------------- | ---- | --------------- | ------ |
| "Jesteś lekiem na całe zło" | 1998 | Lek             | [ 25 ] |
| "Wyżej i wyżej"             | 1998 | Lek             | [ 26 ] |
| "Pokaż się"                 | 2000 | Obiecana ziemia | [ 27 ] |